# Quill (banda)
Quill é uma banda estadunidense formada pelos irmãos Jon e Dan Cole em Boston, Massachusetts. Tornou-se conhecida após tocar no segundo dia do Festival de Woodstock, apresentando 4 músicas em 40 minutos.